# 雷曼塞
雷曼塞（西班牙語：Remance），是巴拿馬的城鎮，位於該國中西部，由貝拉瓜斯省的聖弗朗西斯科區負責管轄，面積78.4平方公里，海拔高度294米，2010年人口1,618，人口密度每平方公里20.6人。